# لي هو (لاعب كرة قدم)
لي هو (6 يناير 1986 في كوريا الجنوبية - ) هو لاعب كرة قدم كوري جنوبي في مركز الدفاع. لعب مع نادي غانغوون ودايجون هانا سيتزن ونادي بورت وAsan Mugunghwa FC ‏.

## وصلات خارجية
- لي هو على موقع دوري كوريا الجنوبية (الإنجليزية)
- لي هو على موقع قاعدة بيانات كرة القدم.إي يو (الإنجليزية)
- لي هو على موقع Soccerway.com (الإنجليزية)